# マーサ・ウェルズ
マーサ・ウェルズ（Martha Wells、1964年9月1日）は、 アメリカのSF・ファンタジー・スペキュレイティブ・フィクション作家。ヒューゴー賞を4回、ネビュラ賞を2回、ローカス賞を3回受賞している。

## 人物
テキサス州フォートワースに生まれ、テキサスA&M大学で人類学の学士号を取得。現在は同州カレッジ・ステーションに夫ととも暮らす。デビュー前にはいくつかの創作ワークショップに参加し、ターキー・シティ・ワークショップではブルース・スターリングの教えを受けた。
2018年、カードゲーム「マジック:ザ・ギャザリング」の「ドミナリア」拡張セットのストーリー・チームリーダーおよびリードライターを務めた。

## 経歴
作品においては、人類学の知識を活かしたリアリスティックで緻密、複雑な社会を構築することで知られる。第一長編The Element of Fire（1993年）はコンプトン・クルック賞の最終候補となり、また翌年のクロフォード賞の次点となった。以降、多数のファンタジー小説を発表する。
もっとも長いファンタジー小説シリーズであるThe Books of the Raksuraは長編5冊・短編集2冊からなり（継続中）、2018年のヒューゴー賞 シリーズ部門候補となった。

### 《マーダーボット・ダイアリー》シリーズ
2018年の中長編「システムの危殆」がヒューゴー賞 中長編小説部門、ネビュラ賞 中長編小説部門、ローカス賞 中長編部門、アレックス賞を受賞し、2019年の続編「人工的なあり方」がヒューゴー賞 中長編小説部門とローカス賞 中長編部門を受賞した。
2020年の長編『ネットワーク・エフェクト』はネビュラ賞 長編小説部門、ローカス賞 SF長編部門、ヒューゴー賞 長編小説部門を受賞した。
2021年、シリーズ全体がヒューゴー賞 シリーズ部門を受賞。また、中原尚哉による邦訳『マーダーボット・ダイアリー』上下巻が第7回日本翻訳大賞を受賞した。同年の中長編「逃亡テレメトリー」でローカス賞を受賞。この作品以降、同シリーズでのヒューゴー賞、ネビュラ賞へのノミネートを辞退している。
2023年の長編『システム・クラッシュ』でローカス賞、2025年の第56回星雲賞の海外長編部門を受賞。

## 主な作品

### ファンタジー小説（単発）
- City of Bones（1995年、ISBN 0-312-85686-5）
- Wheel of the Infinite（2000年、ISBN 0-380-97335-9）

### Ile-Rienシリーズ
- The Element of Fire (1993年、ISBN 0-312-85374-2; 2006年改版、ISBN 0-615-13571-4）
- The Death of the Necromancer（1998年、ISBN 0-380-97334-0）
- The Fall of Ile-Rien 三部作:
  - The Wizard Hunters（2003年、ISBN 0-380-97788-5）
  - The Ships of Air（2004年、ISBN 0-380-97789-3）
  - The Gate of Gods（2005年、ISBN 0-380-97790-7）

### Books of the Raksuraシリーズ
- The Cloud Roads（2011年、ISBN 978-1-59780-216-1）
- The Serpent Sea（2012年、ISBN 978-1-59780-332-8）
- The Siren Depths（2012年、ISBN 978-1-59780-440-0）
- Stories of the Raksura Vol 1: The Falling World & The Tale of Indigo and Cloud （2014年、ISBN 978-159780-535-3）
- Stories of the Raksura Vol 2: The Dead City & The Dark Earth Below（2015年、ISBN 978-159780-537-7）
- The Edge of Worlds（2016年、ISBN 978-1-59780-843-9）
- The Harbors of the Sun（2017年、ISBN 978-1-59780-891-0）

### Emilyシリーズ
ヤングアダルトファンタジー
- Emilie and the Hollow World（2013年、ISBN 978-190884-449-1）
- Emilie and the Sky World（2014年、ISBN 978-190884-452-1）

### スター・ウォーズシリーズ
- Empire and Rebellion: Razor's Edge （2013年、ISBN 978-0-345-54524-4）

### Stargateユニバース
- Reliquary（2006年、Stargate Atlantis 長編、ISBN 0-9547343-7-8）
- Entanglement（2007年、Stargate Atlantis 長編、ISBN 1-905586-03-5）

### 《マーダーボット・ダイアリー》シリーズ
- 「システムの危殆」All Systems Red（2017年、中長編、ISBN 978-076539-753-9）
- 「人工的なあり方」Artificial Condition（2018年、中長編、ISBN 978-12501-869-28）
- 「暴走プロトコル」Rogue Protocol（2018年、中長編、ISBN 978-12501-917-86）
- 「出口戦略の無謀」Exit Strategy（2018年、中長編、ISBN 978-12501-918-54）
  - 日本では「システムの危殆」「人工的なあり方」を『マーダーボット・ダイアリー 上』、「暴走プロトコル」「出口戦略の無謀」を『マーダーボット・ダイアリー 下』として東京創元社から（創元SF文庫）2019年12月に刊行。中原尚哉訳。第7回日本翻訳大賞受賞[13]。
- 『ネットワーク・エフェクト』Network Effect（2020年、長編）
  - 創元SF文庫、2021年10月、中原尚哉訳
- 『逃亡テレメトリー』Fugitive Telemetry（2021年、中長編、ISBN 978-12507-653-76）
  - 創元SF文庫、2022年4月、中原尚哉訳。「義務」「ホーム～」を併録。
- 「義務」"Compulsory"（2019年、短編）[14]
- 「ホーム――それは居住施設、有効範囲、生態的地位、あるいは陣地」"Home: Habitat, Range, Niche, Territory"（2021年、短編）[15]
- 『システム・クラッシュ』System Collapse（2023年、長編、ISBN 978-1250826978）
  - 創元SF文庫、2024年10月、中原尚哉訳。第56回星雲賞の海外長編部門を受賞[12]。